# Geomorfologický tvar

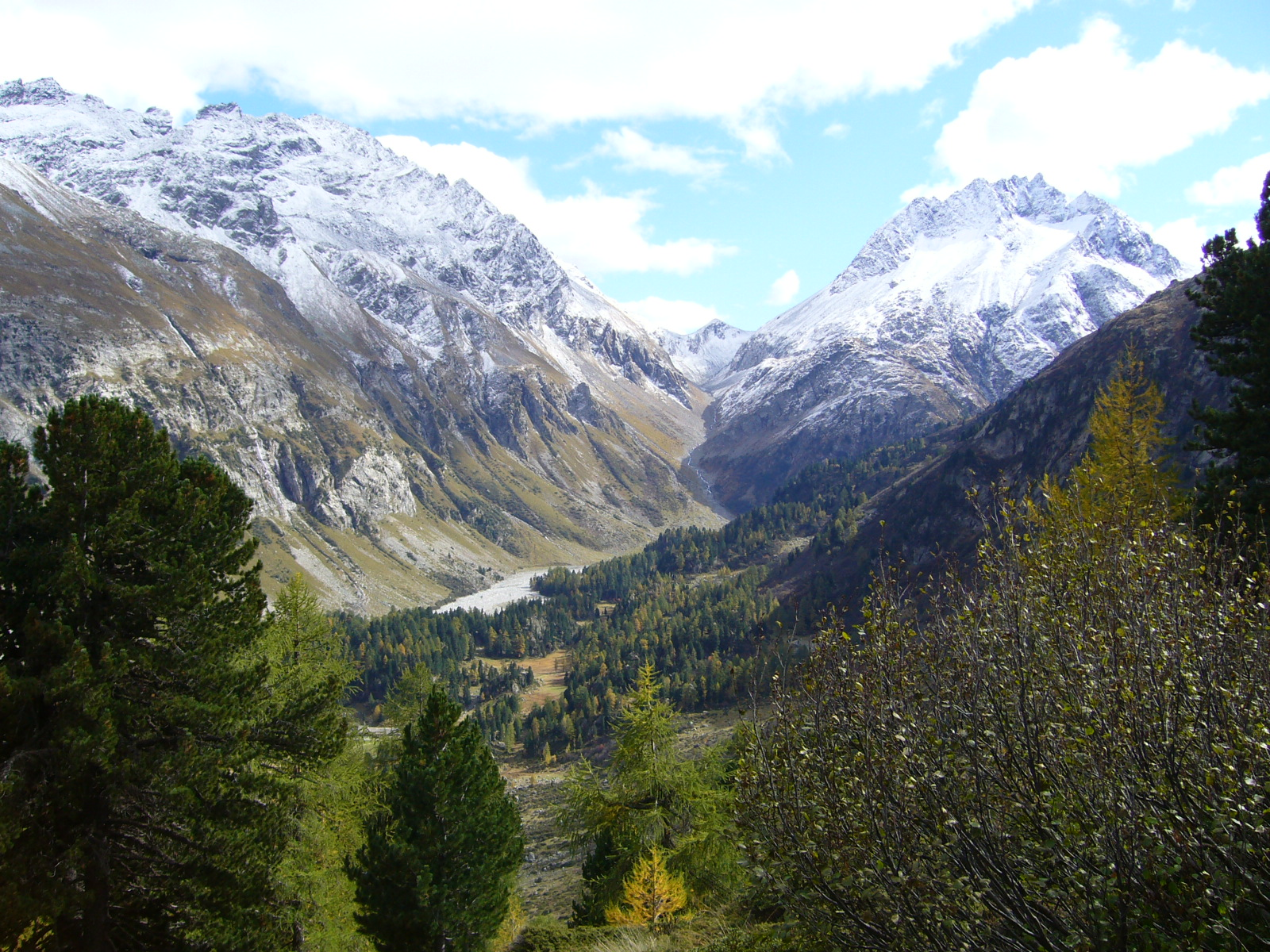
Passo del Murreto, švýcarsko

Geomorfologický tvar reliéfu (anglicky či německy landform) je jednoduchá, zpravidla malá část reliéfu složená z rovných, vypuklých (konvexních) nebo vhloubených (konkávních) ploch. Povrchové tvary mají různé rozměry, vzhled, sklon a orientaci ke světovým stranám. Podle geneze jsou tvary reliéfu rozčleněny do devíti základních kategorií: strukturní, strukturně denudační, krasové, sopečné, fluviální, glaciální, periglaciální, eolické a antropogenní.
Podle velikosti se rozlišují
| název      | šířka        | výška   |
| ---------- | ------------ | ------- |
| nanoformy  | do 5 m       | do 5 m  |
| mikroformy | do 500 m     | do 50 m |
| mezoformy  | do 10 000 m  | —       |
| makroformy | nad 10 000 m | —       |

## Konvexní (vypuklé, vystouplé) tvary georeliéfu
- pahorek – konvexní tvar reliéfu malých rozměrů s málo výrazným úpatím a s mírnými svahy. Má relativní výšku do 150 m.
- kupa – ploše zaoblená vyvýšenina (pahorek, kopec, vrch, hora) s půdorysem kruhovým, eliptickým nebo i mírně nepravidelným.
- kopec – vrch, vypuklý tvar reliéfu větších rozměrů s relativní výškou nad úrovní okolního terénu 150–300 m.
- hora – výrazná vyvýšenina kupovitého, kuželovitého nebo tabulkovitého tvaru s relativní výškou nad okolním terénem 300–600 m.
- velehora – mohutná vyvýšenina s velkou relativní výškou nad okolním terénem – více než 600 m.[zdroj?]
- štít – vrchol velehory tvořený skalními stěnami a složitějšími skalními útvary.
- hřeben – protáhlá vyvýšenina, jejíž délka přesahuje šířku, a která má zpravidla skalnatou vrcholovou část.
- hřbet – protáhlá vyvýšenina, jejíž délka přesahuje šířku, s různými sklony svahů a plochou zaoblenou vrcholovou částí.

## Konkávní (vhloubené, vkleslé) tvary georeliéfu
- kotlina – výrazná konkávní sníženina obklopená ze všech stran vyšším reliéfem. Dno kotliny je ploché nebo mírně zvlněné (např. Liptovská kotlina, Popradská kotlina).
- brázda – výrazná, relativně úzká sníženina protáhlého tvaru, s plochým dnem, omezená na všech stranách vyšším reliéfem (např. Boskovická brázda)
- brána – protáhlá sníženina spojující sousední geomorfologické jednotky většího plošného rozsahu (např. Moravská brána)
- úval – sníženina obvykle protáhlého tvaru, na jednom nebo obou koncích otevřená. Dno je široké s převládající výškovou členitostí do 75 m (např. Hornomoravský úval, Dolnomoravský úval, Dyjsko-svratecký úval)

## Ploché tvary georeliéfu
- plošina – plochý nebo mírně zvlněný povrch s převládající malou výškovou členitostí do 30 m.
- planina – plochý povrch ve větší nadmořské výšce v oblasti vrchovin nebo hornatin s převládající výškovou členitostí do 30 m.

Tvary georeliéfu tvoří společně soubory, které se označují jako typy georeliéfu.